# Liste der Monuments historiques in La Vôge-les-Bains
Die Liste der Monuments historiques in La Vôge-les-Bains führt die Monuments historiques in der französischen Gemeinde La Vôge-les-Bains auf.

## Liste der Immobilien
| Bezeichnung                           | Beschreibung | Standort                                   | Kennzeichnung | Schutzstatus | Datum | Bild           |
| ------------------------------------- | --- | ------------------------------------------ | ------------- | ------------ | ----- | -------------- |
| Manufacture royale de Bains-les-Bains | Blechwarenmanufaktur, 1733 gegründet, zuletzt auch Holzbearbeitung, 1951 geschlossen; Gebäudebestand aus dem 18. und 19. Jahrhundert: Wohn-, Werkstatt- und Fabrikationsgebäude, Bäckerei, Kapelle, Turbinenhaus, Stauwehr und Kanal | Bains-les-Bains, westlich des Ortes (Lage) | PA00107087    | Inscrit      | 1988  | weitere Bilder |

## Liste der Objekte
| Bezeichnung                                | Beschreibung | Standort                                          | Kennzeichnung | Schutzstatus | Datum | Bild |
| ------------------------------------------ | --- | ------------------------------------------------- | ------------- | ------------ | ----- | ---- |
| Orgel                                      | Haupteintrag für PM88000036                                                                                                 | Bains-les-Bains, in der Kirche St-Colomban (Lage) | PM88001126    | Classé       | 1982  |      |
| Instrumentalteil der Orgel                 | 1841 von Nicolas Antoine Lété gebaut                                                                                        | Bains-les-Bains, in der Kirche St-Colomban (Lage) | PM88000036    | Classé       | 1982  |      |
| Nikolausaltar                              | rechter Seitenaltar; Altartisch und Retabel; Stein, farbig gefasst, zweite Hälfte des 18. Jahrhunderts                      | Bains-les-Bains, in der Kirche St-Colomban (Lage) | PM88000037    | Classé       | 1985  |      |
| Marienaltar                                | linker Seitenaltar; Altartisch und Retabel; Stein, farbig gefasst, zweite Hälfte des 18. Jahrhunderts                       | Bains-les-Bains, in der Kirche St-Colomban (Lage) | PM88000038    | Classé       | 1985  |      |
| Gemälde Verzückung des heiligen Franziskus | Ölfarbe auf Leinwand, Anfang des 17. Jahrhunderts                                                                           | Bains-les-Bains, in der Kirche St-Colomban (Lage) | PM88000039    | Classé       | 1985  |      |
| Zwei Beichtstühle                          | jeweils mit Skulptur; Holz, farbig gefasst, 1776                                                                            | Harsault, in der Kirche St-Gengoult (Lage)        | PM88000455    | Classé       | 1982  |      |
| Kanzel                                     | Holz, farbig gefasst, 1776                                                                                                  | Harsault, in der Kirche St-Gengoult (Lage)        | PM88000454    | Classé       | 1982  |      |
| Hauptaltar                                 | Altartisch, Altaraufbau und Tabernakel; Holz, farbig gefasst, 1776                                                          | Harsault, in der Kirche St-Gengoult (Lage)        | PM88000451    | Classé       | 1982  |      |
| Petrusaltar                                | links unter der Empore; Altartisch, Retabel und Gemälde; Holz, farbig gefasst, sowie Ölfarbe auf Leinwand, 1776             | Harsault, in der Kirche St-Gengoult (Lage)        | PM88001505    | Inscrit      | 1982  |      |
| Rosenkranzaltar                            | linker Seitenaltar; Altartisch, Retabel und Gemälde; Holz, farbig gefasst, sowie Ölfarbe auf Leinwand, 1776                 | Harsault, in der Kirche St-Gengoult (Lage)        | PM88000452    | Classé       | 1982  |      |
| Gangolfsaltar                              | rechter Seitenaltar; Altartisch, Retabel, Gemälde und eine Skulptur; Holz, farbig gefasst, sowie Ölfarbe auf Leinwand, 1776 | Harsault, in der Kirche St-Gengoult (Lage)        | PM88000453    | Classé       | 1982  |      |
| Kreuzweg                                   | Ölfarbe auf Leinwand, Holzrahmen, 1776                                                                                      | Harsault, in der Kirche St-Gengoult (Lage)        | PM88000456    | Classé       | 1982  |      |